# Нго Дин Дием
Нго Дин Дием (на виетнамски: Ngô Đình Diệm) е първият президент на Република Виетнам в периода 1955 – 1963 г.

## Биография
Произхожда от католическо семейство от град Хюе, старата столица на Виетнам. Брат му е архиепископ на Хюе.
В битието си на президент Дием е корумпиран и авторитарен. Особено страда будисткото малцинство в страната, което е жестоко преследвано. Кървавата разправа с будистка демонстрация през 1963 г., при която някои от демонстрантите се самозапалват, става причина за окончателното отдръпване на американците от Дием.
Следва военен преврат, подкрепен до голяма степен от Съединените американски щати. Дием, по-малкият му брат и членове на правителството са убити.